# Akseldruelyng
Akseldruelyng (Leucothoë axiliaris), også skrevet Aksel-Druelyng, er en stedsegrøn busk med en nedliggende til opstigende vækst. Den har rødligt-hvide, krukkeformede blomster.

## Beskrivelse
Barken er først glat og klart rød med en lysegrøn skyggeside. Senere bliver den fuldstændigt lysegrøn, og til sidst er den lidt ru og lysebrun. Knopperne er spredte, bittesmå, næsten prikformede og røde. Bladene er smalt ægformede med kort stilk og skarpt tandet rand. Løvspringet er rødligt til bronzefarvet. Ældre blade er mørkegrønne og skinnende på oversiden, men lysegrønne på undersiden. Bladene er vinrøde om vinteren. Blomstringen sker i juni, hvor de rødligt-hvide, krukkeformede blomster sidder i små klaser ved skudspidserne. De tørre kapsler dannes i løbet af efteråret, men danner næppe modent frø i Danmark.
Rodnettet er fladt udbredt og danner tætte måtter af finrødder. Som alle arter af Lyng-familien er også denne busk afhængig af mycorrhiza-samliv med en bestemt svamp.
Højde x bredde og årlig tilvækst: 1 x 1,5 m (10 x 15 cm/år).

## Hjemsted
Busken hører hjemme langs flodbredder og i bjergskove i det sydøstlige USA, hvor den findes på fugtig, sur og humusrig bund sammen med bl.a. Tulipantræ, bjergsneklokketræ, sukkerbirk, virginsk troldnød og østamerikansk hemlock.
| Portal | Portal:Botanik |